# タイヘイトリオ
タイヘイトリオは、日本の浪曲漫才トリオ。浪漫ショウの名で広く知られた。

## メンバー
タイヘイ洋児（タイヘイ ようじ、1923年2月27日 - 生死不明）本名・西村洋治。鳥取県出身。
ギター担当。12歳で芸人を志したが家族らの反対される、1938年、14歳で旧制中学に通いながら文芸、漫才作家の郡山桜葉の書生や下働きをする。旧制中学卒業の秋にあひる艦隊や木下華声、あきれたぼういずのもとで修業、このころは「すずめ」や「南洋児」を名乗っていた、1941年の18歳で神戸で初舞台、その一座で全国を転々とし1942年兵役合格、戦後もどさ周りを続け1950年に帰阪。
姉妹のボケ・ツッコミにたじたじとなり、舞台ではほとんど喋らせてもらえぬ役回り。文芸志望だけあって台本も手がけていた。
洋児は、事業家として飲食店やアベックホテルなどを経営していたが、1974年3月に堺市にあったキャバレー「紅馬車」を購入し経営を始める。しかしながら、オイルショック等の余波もあり、1975年頃より経営が悪化し、1976年秋に、経営していたキャバレー「紅馬車」が一度倒産。しかし清算せずに、金持ち未亡人と称する当時の愛人から、借金してキャバレーを再建するように持ち掛けられ、芸人仲間と消費者金融から1億円近くの借金をする。なお、消費者金融からの融資のために、妻の夢路の実家まで抵当に入れてしまっていた。
さらに、愛人から「自分が面倒を見るから舞台から退くように」と言われ、洋児は愛人を選択して引退を決意する。それを知った夢路は洋児と離婚する。
夢路と糸路は、離婚と一連の借金等の経緯を伏せたうえで、「洋児は経営者になるため」という建前で、同年12月に「引退披露興行」を実施した。1976年12月末をもって、芸能界から引退する。

なお、キャバレーを再建した洋児だったが、その後も上手くいかず1977年4月18日に閉鎖。翌19日に、従業員の前で「20日に給与を支払う」旨を伝えたが、同日、約50人の従業員の一か月分の給与である、推定500万円を未払いのまま失踪した。以後の消息は不明。

著書に自主出版した『漫才タイヘイ戦記』がある。
暁伸と並ぶギブソンの遣い手。愛用していた1本は、梅乃ハッパが譲り受けている。
タイヘイ原児（タイヘイ げんじ、1945年9月11日 - 2002年9月14日）本名・寺下道治。三重県久居市出身。
歌とギター担当。素人参加のラジオのど自慢大会に出演がきっかけで川上のぼる門下になる。1963年結成の『川上のぼると大阪ヤローズ』に寺下ジョージの名で参加、その後洋児の引退を受けて1977年1月にタイヘイトリオに加入。大きな体が特徴。
2000年前後より、トリオとしての活動は縮小していく中、俳優や司会、のど自慢の審査員などの傍ら、『浪花ラブコール』（川上のぼる作詞・作曲）で歌手デビューもしている。2002年9月14日、心筋梗塞のため急逝。57歳没。
タイヘイ夢路（タイヘイ ゆめじ、1930年4月2日 - 2018年7月31日）
本名・辻本（西村）節子。奈良県天理市出身。生前はアンクル所属。
洋児の妻（後に失踪で離婚）で、舞台上はリーダー。一時満州で軍事浪曲で満州日出丸を名乗って売れていた浪曲師兼興行師京山愛朝の娘で、少女浪曲師として4歳から朝日博子の名前で舞台に立つ。
強烈な毒舌を売りに『いただきます』（フジテレビ系）にセミレギュラー出演した際には、髪の毛を金や赤に染めたり（それはカツラであり「アデランス」と言いながら、着脱するパフォーマンスも見せた）、目立ちまくるアクセサリや原色の服を着こなすなど、関西のド派手なおばはんのキャラでタレント、女優活動もし、知名度は全国的。
同じ辻本姓の辻本茂雄とは、人並み外れたしゃくれ顎が共通することから、ギャグで夢路の実子説や、阿吾寿朗との間の隠し子説が出回った。
『浪花春秋』などのレコードがある。著書に1976年に自主出版した『夢路のしゃくれた人生』がある。
一時桜ノ宮で連れ込みホテルを経営していたことがある。
主な出演ドラマ『よーいドン』（NHK連続テレビ小説、1982年 - 1983年）、『新・なにわの源蔵事件帳』（NHK水曜時代劇、1983年 - 1984年）、『都の風』（NHK連続テレビ小説、1986年 - 1987年）『料理少年Kタロー』（関西テレビ、1991年）『結婚はいかが?』（NHK、1996年）『アーバンポリス24』（朝日放送、2000年9月16日）『ビタミンF』（NHKBS2、2002年）『かるたクイーン』（NHK、2003年）『てるてる家族』（NHK連続テレビ小説、2003年 - 2004年）等。
関西演芸協会に所属し、「関西演芸協会まつり」に2016年まで出演していたほか、『おしゃべり歌謡』と題して舞台にも立った。
2018年7月31日、肝硬変のため、大阪市内の病院で死去。88歳没。
タイヘイ糸路（タイヘイ いとじ、1927年11月29日 - 2018年8月31日）本名・土田（西村）久子。奈良県久井市出身。
夢路の実姉。夢路と同じく父の門下で、藤原良子を名乗って幼い頃から曲師などをしていた。妹と絶妙の掛け合いを展開した。夫が音楽畑の人であった。のちに夫の助言でソデに回りクラリネットを伴奏した。夫自身が伴奏のクラリネットを担当していた時期もある。テーマ曲も夫の作といわれている。童顔であったためよく妹の夢路と年齢を間違えられた。

## 概説
1950年頃、夢路が浪曲師として九州でドサ周りしている時に洋児と知り合い、1951年に洋児・夢路夫婦の浪曲漫才コンビとして出発、間もなく糸路が加わりトリオになった。グループ名は'「タイヘイレコード」に因む。
西川ヒノデショウ、暁伸・ミスハワイ、人生幸朗・生恵幸子、京唄子・鳳啓助らと並ぶ、千日劇場を擁する千土地興行の大看板。一時吉本興業の花月の劇場にも上がっていたが、千日劇場の閉鎖後は道頓堀角座にも出演。
「♪ またも出ましたロマンショウ、いつもニコニコ朗らかに～！夢路さん「OhYeah！（お～やぁ～）」糸路君「あ～いよ！」洋児さん（原児さん）時間来るまでお楽しみ！タイヘイ・ト・リ・オのお笑いでぇ～」（「浪漫ショウ」は「浪曲漫才ショー」の意）のテーマソングで始まる、明るく賑やかな芸風で人気を博す。ツッコミの糸路と張り合う、しゃくれ顎でボケ役の夢路は、自分の出演している演芸番組の録画中継を芸人仲間と楽屋で見ていて、「我ながらおもろい顔やな」と感心したという。後に多くの音楽ショウが誕生する切っ掛けにもなる。
多くの弟子達から慕われ、人気絶頂だったにもかかわらず、1976年12月に洋児が引退。1977年1月より原児を迎え入れ、新生タイヘイトリオで再出発した。この頃は小野沢オフィス所属であった。2000年頃よりトリオとしての活動が縮小。2002年9月14日に原児が心筋梗塞で倒れ、そのまま急逝したことで、タイヘイトリオは事実上の解散となる。解散と同時に、糸路が芸能界から完全に引退。夢路のみ、ピン芸人として活躍する。
都はるみは、贔屓だった母に連れられて幼少期からタイヘイトリオの舞台に親しみ、『アンコ椿は恋の花』の歌唱に際しては、母から夢路のくどい節回し・コブシ回しを参考にするよう指導された結果、これを大ヒットさせた。
放送作家の萩原芳樹は、このタイヘイトリオのテーマソングの替え歌を、間寛平の『アメママン』に改作した。

## 弟子
- タイヘイ歌夫・洋子
- タイヘイ洋太
- レツゴー三匹
- ザ・ぼんち（ぼんちおさむ・里見まさと）
- 宮下たつひろ
- 大平まさひこ（太平マサヒコ）